# Los Tuzos
Los Tuzos är en ort i Mexiko.   Den ligger i kommunen Mineral de la Reforma och delstaten Hidalgo, i den sydöstra delen av landet, 80 km nordost om huvudstaden Mexico City. Los Tuzos ligger 2 347 meter över havet och antalet invånare är 5 087.
Terrängen runt Los Tuzos är kuperad åt nordost, men åt sydväst är den platt. Runt Los Tuzos är det tätbefolkat, med 982 invånare per kvadratkilometer. Närmaste större samhälle är Pachuca de Soto, 7,4 km norr om Los Tuzos. Omgivningarna runt Los Tuzos är i huvudsak ett öppet busklandskap.